# Liste der Stolpersteine in Kippenheim

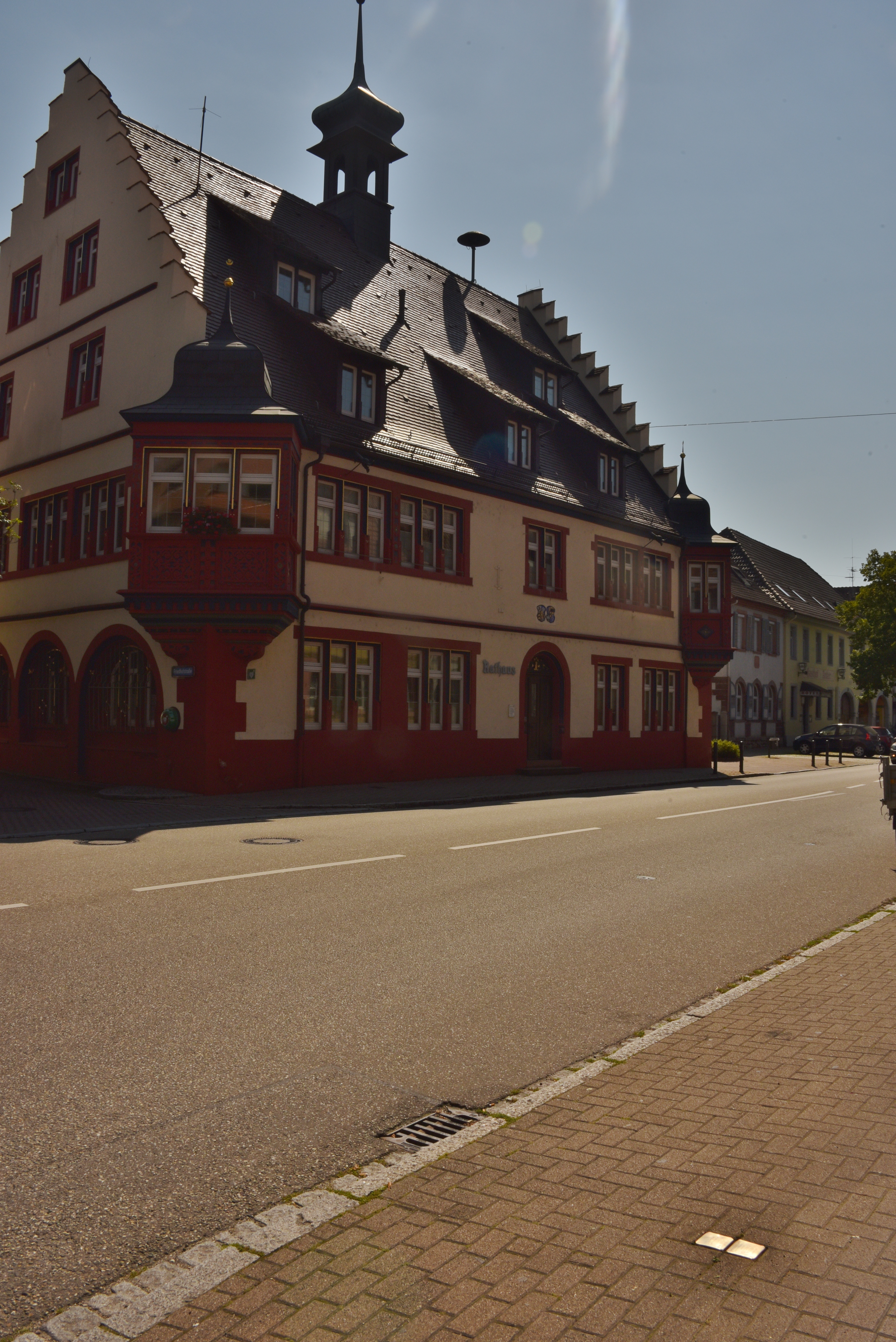
Stolpersteine in der Unteren Hauptstraße

Die Stolpersteine in Kippenheim sind besondere Pflastersteine in Gehwegen, die an die Opfer der nationalsozialistischen Diktatur in der Gemeinde Kippenheim im baden-württembergischen Ortenaukreis in Deutschland erinnern sollen. Die Stolpersteine sind ein Projekt des Künstlers Gunter Demnig. Mit diesen kleinen Gedenktafeln soll an das Schicksal der Menschen erinnert werden, die während des Nationalsozialismus ermordet, deportiert, vertrieben oder in den Suizid getrieben wurden.
Stolpersteine sind kubische Betonsteine mit einer Kantenlänge von zehn Zentimetern, auf deren Oberseite sich eine individuell beschriftete Messingplatte befindet. Sie werden in der Regel vor den letzten frei gewählten Wohnhäusern der NS-Opfer niveaugleich in die Pflaster der Gehwege eingelassen. Mittlerweile gibt es über 61.000 Steine (Stand: Juli 2017) nicht nur in Deutschland, sondern auch in 21 weiteren europäischen Ländern. Die Stolpersteine sind das größte dezentrale Mahnmal der Welt.
Nachdem der Kippenheimer Gemeinderat in einer öffentlicher Sitzung am 19. April 2004 die Verlegung von Stolpersteinen in der Gemeinde beschlossen hatte, wurden am 13. Januar 2005 die ersten Stolpersteine verlegt. Inzwischen sind 26 Steine auf den Gehwegen Kippenheims verlegt worden.

## Juden in Kippenheim

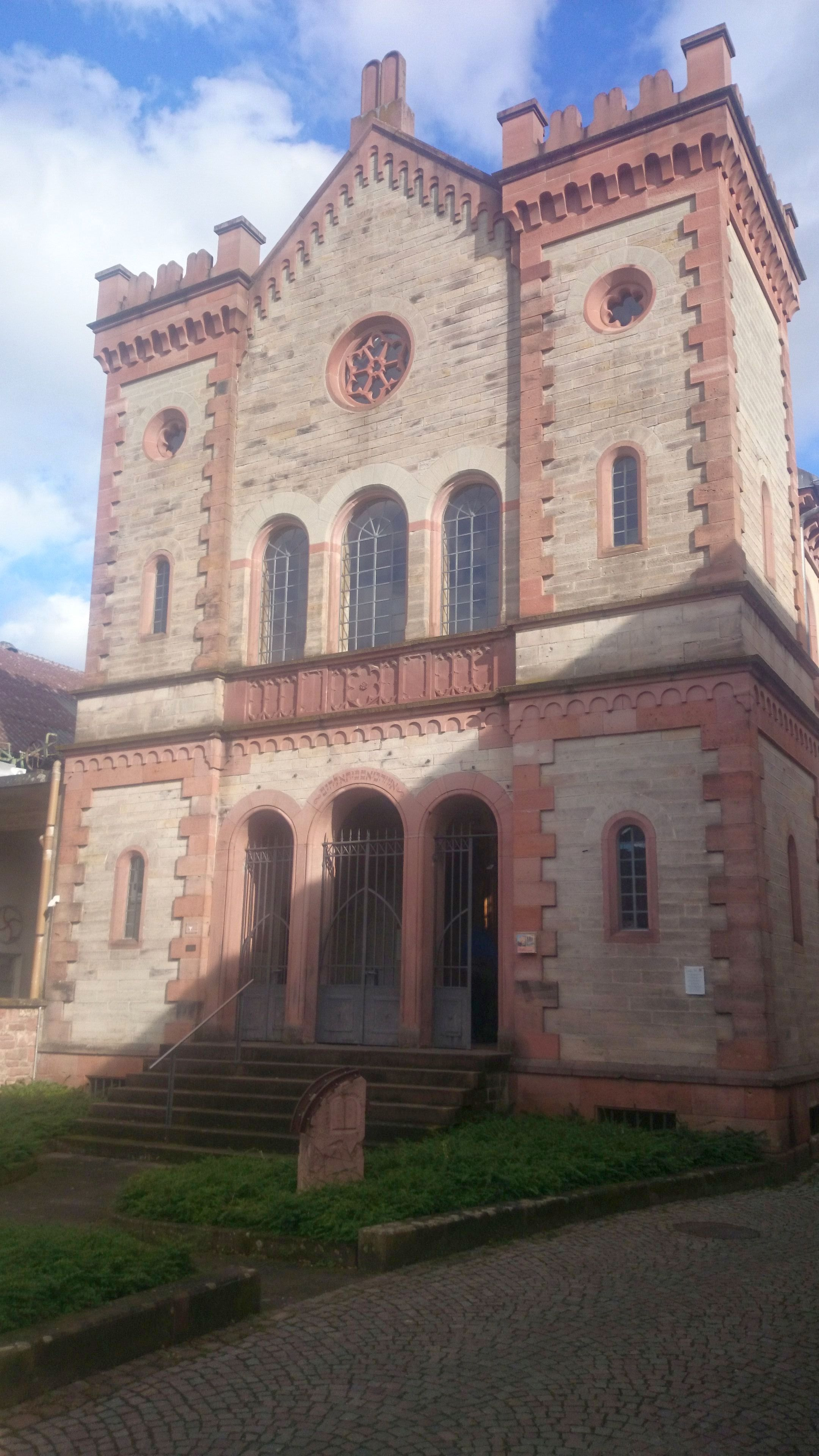
Ehemalige Synagoge Kippenheim

Die Geschichte der jüdischen Gemeinde Kippenheim reicht bis in das 17. Jahrhundert zurück, ihre höchste Mitgliederzahl erreichte sie 1871, als 323 Personen etwa 16 % der Gesamtbevölkerung stellten. Die jüdischen Gewerbetreibenden hatten 1933 einen beträchtlichen Anteil am Wirtschaftsleben des Ortes: Es gab eine für die ganze Region bedeutende Eisen- und Baumaterialienhandlung, eine Gemischtwarenhandlung, eine Getreide-, Mehl- und Futtermittelgroßhandlung, zwei Lederhändler, zwei Manufakturwarengeschäfte, zwei Metzger, einen Schuhhändler, drei Stoffhändler, eine Tabakwarengroßhandlung, zwei Textilwarengeschäfte sowie zehn jüdische Viehhändler.
Im Jahre 1937 emigrierten 26 Kippenheimer Juden, und noch vor den Novemberpogromen von 1938 verließen weitere 19 Personen ihre Heimatgemeinde. Die meisten fanden Asyl in den USA. Von den 144 im Januar 1933 in Kippenheim lebenden Juden überlebten 113 Juden die NS-Zeit, 31 fielen dem NS-Terror zum Opfer.

## Liste der Stolpersteine
In Kippenheim wurden 27 Stolpersteine für 26 Opfer verlegt. Sie liegen an elf Verlegeorten.
| Stolperstein | Inschrift | Verlegeort              | Name, Leben |
| ------------ | --- | ----------------------- | --- |
|              | HIER WOHNTE AUGUSTE AUERBACHER GEB. ROSENFELD JG. 1893 DEPORTIERT 1940-GURS ERMORDET 1942 AUSCHWITZ                              | Bergstraße 10 ·         | Auguste Auerbacher, geborene Rosenfeld, wurde am 23. März 1893 in Odenheim geboren. Sie heiratete Salomon Isaak Auerbacher, mit dem sie den Sohn Leopold hatte. Ihr Mann war Inhaber eines Gemischtwarenhandels und eines Stoffhandels. Im Jahr 1936 schickten die Auerbachers den damals 15-jährigen Sohn mit der Kinder- und Jugend-Alija nach Palästina, er sollte dort Fuß fassen, damit andere Familienmitglieder folgen können, so die Situation in Deutschland schlimmer werden sollte. Die Auerbachers blieben in Deutschland, vor allem wegen Auguste Auerbachers Mutter, die in Eichstetten lebte. Während der Reichspogromnacht am 10. November 1938 wurde ihr Mann in das KZ Dachau deportiert und einen Monat später wieder freigelassen. Am 22. Oktober 1940 wurden sie und ihr Mann zusammen mit allen anderen noch in Kippenheim lebenden Juden von Grenzpolizisten aus ihren Häusern geholt und in LKWs verladen. Auguste Auerbacher und ihr Mann wurden als letzte geholt und dabei immer wieder misshandelt. Da sie zuletzt abgeholt wurden, war kein Platz mehr für Gepäck. Sie wurden in das Camp de Gurs deportiert. Aus dem Lager heraus schrieb Auguste Auerbach noch Briefe an Verwandte, vor allem an ihren Sohn, und versuchte, eine Ausreise zu erhalten. Dies gelang nicht, in der Folge wurde Auguste Auerbacher in das Sammellager Drancy überstellt und von dort entweder am 10. August 1942 oder am 17. August 1942 in das Vernichtungslager Auschwitz deportiert. Auguste Auerbacher und ihr Mann überlebten die Shoah nicht. |
|              | HIER WOHNTE GERDA AUERBACHER GEB. AUERBACHER JG. 1895 DEPORTIERT 1940/GURS ERMORDET 1942 AUSCHWITZ                               | Bergstraße 4 ·          | Gerda Auerbacher, geborene Auerbacher, wurde am 21. Januar 1895 in Schmieheim, heute zu Kippenheim gehörend, geboren. Ihr Vater war Josef Auerbacher (geboren 1863), sie hatte zumindest einen Bruder (Hugo). Gerda Auerbacher heiratete am 5. März 1924 Salomon Auerbacher. Die Ehe blieb kinderlos. In der Bergstraße 4 führte ihr Ehemann zusammen mit seinem Bruder Max Auerbacher einen Gemischtwarenhandel. Während der Novemberpogrome 1938 wurde ihr Ehemann in das KZ Dachau deportiert und einige Wochen später wieder freigelassen. Am 22. Oktober 1940 wurden sie und ihr Mann zusammen mit allen anderen noch in Kippenheim lebenden Juden von Grenzpolizisten aus ihren Häusern geholt und in LKWs verladen. Das Ehepaar wurde in das Camp de Gurs nach Frankreich deportiert. Im Lager traf sie auf ihren Vater. Das Ehepaar war froh aus Nazideutschland raus zu sein, obwohl sie sich jetzt in einem Lager befanden, sie hofften von hier in die USA zu Verwandten ausreisen zu können, doch erhielten sie keine Visa. In der Folge wurden Gerda Auerbacher und ihr Mann in das Sammellager Drancy überstellt und von dort am 17. August 1942 in das Vernichtungslager Auschwitz deportiert. Gerda Auerbacher und ihr Mann wurden dort wahrscheinlich noch am selben Tag ermordet. Ihr Vater verlor am 17. Dezember 1942 im Camp de Gurs sein Leben. |
|              | HIER WOHNTE HERMANN AUERBACHER JG. 1867 SCHUTZHAFT 1938 DACHAU DEPORTIERT 1940 GURS TOT 29.11.1940                               | Querstraße 11 ·         | Hermann Auerbacher wurde am 9. September 1867 in Kippenheim geboren. Seine Eltern waren Salomon Auerbacher (1821–1881) und Helena, geborene Weil (1821–1897). Er hatte sechs Geschwister. Hermann Auerbacher betrieb einen Vieh- und Fellhandel, er heiratete Sofie Kornmann (geboren 1867). Das Paar bekam zwei Kinder, Siegfried Auerbacher (1899–1970) und Charlotte, später verheiratete Maier (1902–1979). Er bekam drei Enkelsöhne. Nachdem er sein Geschäft auf Druck der Nationalsozialisten aufgeben musste, zog Hermann Auerbacher mit seiner Frau im Oktober 1938 zur Tochter und deren Familie im Haus Querstraße 11. Im Zuge der Novemberpogrome 1938 wurde er verhaftet und in das KZ Dachau deportiert. Sein Enkelsohn Kurt Maier erinnerte sich 2011 in seinem Buch: „Es müssen mehrere Wochen vergangen sein: Es war Schabbat und ich war bei der Oma. Plötzlich öffnete sich die Tür und Opa kam herein. Ich war so glücklich ihn zu sehen, rannte in die Küche, schnitt ein Stück holländische Salami ab und steckte es in seinen Mund. Was die Nazis in Dachau nicht fertig gebracht hatten, hätte ich fast für sie getan: Weil er so schwach war, konnte er die Wurst nicht schlucken. Er wäre daran erstickt, hätten wir sie nicht wieder aus seinem Hals herausgezogen.“ Im Juni 1939 emigrierte sein Sohn in die Vereinigten Staaten. Am 22. Oktober 1940, dem Tag der Deportation der badischen Juden, wurde das Ehepaar Auerbacher und die Familie Maier verhaftet und nach Südwestfrankreich deportiert. Nach mehrtägigen Zugfahrt wurden sie vom Endbahnhof Oloron-Sainte-Marie in das Camp de Gurs deportiert, ein Barackenlager am Fuße der Pyrenäen. Der 73-jährige Hermann Auerbacher gehörte zu den ersten Opfern des Transports und der unmenschlichen Lebensbedingungen im Lager und verlor 29. November 1940 ums Leben. Seine Frau, seine Tochter und deren Familie konnten buchstäblich in letzter Minute, kurz vor dem Kriegseintritt der USA, nach New York emigrieren. Ehefrau, Kinder und Enkelkinder konnten die Shoah im amerikanischen Exil überleben. |
|              | HIER WOHNTE SALOMON AUERBACHER JG. 1888 DEPORTIERT 1940 GURS ERMORDET IN AUSCHWITZ                                               | Bergstraße 4 ·          | Salomon Auerbacher wurde am 22. November 1888 geboren. Seine Eltern waren Marx und Sophia Auerbacher. Er hatte zumindest einen Bruder, Max (geboren 1880). Mit diesem führte er in der Bergstraße 4 einen Gemischtwarenladen. Am 5. März 1924 heiratete er die aus Schmieheim stammende Gerda Auerbacher. Die Ehe blieb kinderlos. Am 10. November 1938, während der Novemberpogrome, wurde Salomon Auerbacher wie alle anderen jüdischen Männer Kippenheims in das KZ Dachau deportiert. Er wurde wenige Wochen später wieder freigelassen. Am 22. Oktober 1940 wurden er und seine Frau zusammen mit allen anderen noch in Kippenheim lebenden Juden von Grenzpolizisten aus ihren Häusern geholt und in LKWs verladen. Das Ehepaar wurde in das Camp de Gurs nach Frankreich deportiert. Das Ehepaar war froh aus Nazideutschland raus zu sein, obwohl sie sich jetzt in einem Lager befanden, sie hofften von hier in die USA zu Verwandten ausreisen zu können, doch erhielten sie keine Visa. In der Folge wurde das Ehepaar in das Sammellager Drancy überstellt und von dort am 17. August 1942 in das Vernichtungslager Auschwitz deportiert. Salomon Auerbacher und seine Frau wurden dort wahrscheinlich noch am selben Tag ermordet. |
|              | HIER WOHNTE SALOMON ISAAK AUERBACHER JG. 1886 DEPORTIERT 1940-GURS ERMORDET 1942 AUSCHWITZ                                       | Bergstraße 10 ·         | Salomon Isaak Auerbacher wurde am 11. November 1886 in Kippenheim geboren. Er betrieb einen Stoffhandel und einen Gemischtwarenhandel und kandidierte in den 1920er Jahren für das Amt des Gemeindeverordneten. Auerbacher heiratete Auguste Rosenfeld und nahm ihren Namen als Doppelnamen an, um nicht mit seinem Cousin gleichen Namens und ebenfalls in der Bergstraße wohnhaft, verwechselt zu werden. Salomon Rosenfeld-Auerbacher und seine Frau bekamen den Sohn Leopold. Diesen schickte das Ehepaar, als er 15 Jahre alt war, im Jahr 1938 mit der Jugend-Alija nach Palästina. Er sollte dort Fuß fassen und sollte sich die Lage in Deutschland für Juden verschlechtern, sollten Verwandte dorthin flüchten können. Die Auerbachers selbst blieben in Deutschland wegen der in Eichstetten lebenden Schwiegermutter. In der Reichspogromnacht 1938 wurde Salomon Rosenfeld-Auerbacher verhaftet und in das KZ Dachau deportiert, am 13. Dezember desselben Jahres wurde er wieder freigelassen. Am 22. Oktober 1940 wurden alle noch in Kippenheim wohnenden Juden von Grenzpolizisten aus ihren Häusern geholt und in LKWs verladen, das Ehepaar Auerbach wurde als letztes verladen, dabei wurden sie misshandelt. Zuerst wurden sie in das Camps de Gurs in Frankreich deportiert. Während der Gefangenschaft versuchten sie noch eine Ausreisemöglichkeit zu finden. Am 10. August 1942 Wurde Salomon Rosenberger-Auerbach in das Sammellager Drancy überstellt und von dort am 17. August 1942 in das Vernichtungslager Auschwitz deportiert. Salomon Isaak Rosenberger-Auerbach hat die Shoah nicht überlebt, seine Frau ebenfalls nicht. |
|              | HIER WOHNTE SOFIE AUERBACHER GEB. KORNMANN JG. 1867 DEPORTIERT 1940 GURS FLUCHT 1941 USA                                         | Querstraße 11 ·         | Sofie Auerbacher, geborene Kormann, wurde am 5. Oktober 1867 geboren. Ihre Eltern waren Salomon Kornmann (1829–1867) und Charlotte, geborene Valfer (1830–1900). Sie hatte zwei ältere Geschwister, Mathilde Marie Haberer (1856–1929) und Meier Hirsch Kornmann (um 1861–1891). Sie heiratete den Vieh- und Fellhändler Hermann Auerbacher aus Kippenheim und zog zu ihm. Das Ehepaar bekam zwei Kinder, Siegfried Auerbacher (1899–1970) und Charlotte, später verheiratete Maier (1902–1979). Sie bekam drei Enkelsöhne. Nachdem der Ehemann das Geschäft auf Druck der Nationalsozialisten aufgeben musste, zog das Paar im Oktober 1938 zur Tochter und deren Familie im Haus Querstraße 11. Im Zuge der Novemberpogrome 1938 wurde Hermann Auerbacher verhaftet und in das Konzentrationslager Dachau deportiert. Nach seiner Rückkehr suchte der Sohn nach Fluchtmöglichkeiten, im Juni 1939 emigrierte er mit Frau und Sohn in die Vereinigten Staaten. Am 22. Oktober 1940, dem Tag der Deportation der badischen Juden, wurden das Ehepaar Auerbacher und die Familie Maier verhaftet und nach Südwestfrankreich deportiert. Nach mehrtägigen Zugfahrt wurden sie vom Endbahnhof Oloron-Sainte-Marie in das Camp de Gurs verbracht, ein Barackenlager am Fuße der Pyrenäen. Der 73-jährige Ehemann von Sofie Auerbacher, gezeichnet von einem Schlaganfall und den Strapazen des Transports, kam am 29. November 1940 ums Leben. Sie selbst, ihre Tochter, der Schwiegersohn und die Enkelsöhne konnten buchstäblich in letzter Minute, kurz vor dem Kriegseintritt der USA, nach New York emigrieren und die Shoah im amerikanischen Exil überleben. Sofie Auerbacher starb 1952. |
|              | HIER WOHNTE FLORA DURLACHER GEB. EPSTEIN JG. 1897 DEPORTIERT 1942 ERMORDET 1942 IN AUSCHWITZ                                     | Obere Hauptstraße 13 ·  | Flora Durlacher, geborene Epstein |
|              | HIER WOHNTE GRETEL RINA DURLACHER JG. 1921 DEPORTIERT 1942 ERMORDET 1942 IN AUSCHWITZ                                            | Obere Hauptstraße 13 ·  | Gretel Rina Durlacher |
|              | HIER WOHNTE JAKOB DURLACHER JG. 1874 DEPORTIERT 1944 ERMORDET 1944 IN AUSCHWITZ                                                  | Untere Hauptstraße 14 · | Jacob Durlacher |
|              | HIER WOHNTE JOHANN NATHAN 'HANS' DURLACHER JG. 1925 DEPORTIERT 1942 ERMORDET 1943 IN AUSCHWITZ                                   | Obere Hauptstraße 13 ·  | Johann Nathan Durlacher, genannt 'Hans', wurde am 23. Juni 1925 als zweites Kind von Flora und Salomon (gestorben Januar 1929) in Kippenheim geboren. Bis zum Novemberpogrom besuchte er das Realgymnasium in Ettenheim. Hans wurde zu Verwandten nach Straßburg geschickt. Nachdem seine Schwester und Mutter im Juli 1939 nachgekommen waren, flüchtete die Familie in das unbesetzte Frankreich. Im August 1942 wurden Hans, Gretel und Flora Durlacher in der Nähe von Limoges verhaftet und von Drancy in das KZ Auschwitz deportiert und dort ermordet. |
|              | HIER WOHNTE LEONIE DURLACHER GEB. WEIL JG. 1878 DEPORTIERT 1944 ERMORDET 1944 IN AUSCHWITZ                                       | Untere Hauptstraße 14 · | Leonie Durlacher, geborene Weil |
|              | HIER WOHNTE CHARLOTTE MAIER GEB. AUERBACHER JG. 1902 DEPORTIERT 1940 GURS FLUCHT 1941 USA                                        | Querstraße 11 ·         | Charlotte Maier, geborene Auerbacher wurde 1902 geboren. Ihre Eltern waren der Vieh- und Fellhändler Hermann Auerbacher (1867–1940) und Sofie, geborene Kornmann (1867–1952). Sie hatte einen älteren Bruder, Siegfried Auerbacher (1899–1970). Charlotte Auerbacher heiratete Siegfried Maier, einen Handelsverkäufer für Stoffe. Das Paar bewohnte das Haus Querstraße 11 und bekam zwei Kinder, Heinz (geboren 1927) und Kurt (geboren 1930). Im Erdgeschoss betrieb Charlotte Maier einen Kolonialwarenladen, der Ehemann bereiste die Dörfer im Ried und im Schwarzwald. Im Oktober 1938 musste sie ihre Eltern zu sich ins Haus holen, nachdem sie den Vieh- und Fellhandel auf Druck der örtlichen Nationalsozialisten hatten aufgeben müssen. Die Familie wurde in mehrfacher Hinsicht Opfer der Novemberpogrome im Jahre 1938 und der Oktoberdeportationen im Jahre 1940. Ihr Vater und ihr Ehemann wurden im November 1938 verhaftet, in das KZ Dachau deportiert und dort mutmaßlich misshandelt. Die Söhne wurden der Schule verwiesen und mussten sich in der Folge in einer jüdischen Schule in Freiburg i.Br. einschreiben. Nach der Rückkehr von Hermann Auerbacher und Siegfried Maier aus dem KZ suchte Charlottens Bruder nach Fluchtmöglichkeiten. Im Juni 1939 emigrierte er mit Frau und Sohn in die Vereinigten Staaten. Am 22. Oktober 1940, dem ersten Tag der Oktoberdeportationen der badischen Juden, wurden Charlotte Maier, ihr Ehemann und beide Söhne sowie ihre Eltern verhaftet und nach Südwestfrankreich deportiert. Es gibt einige Fotografien von der Familie während der Verschleppung von ihrem Wohnhaus. Nach mehrtägigen Zugfahrt wurden sie vom Endbahnhof Oloron-Sainte-Marie in das Camp de Gurs verbracht, ein Barackenlager am Fuße der Pyrenäen. Der 73-jährige Vater, gezeichnet von einem Schlaganfall und den Strapazen des Transports, kam dort am 29. November 1940 ums Leben. Alle anderen Familienangehörigen, darunter auch Charlotte Maier, konnten buchstäblich in letzter Minute, im Frühjahr 1941, kurz vor dem Kriegseintritt der USA, über Marseille und Casablanca nach New York emigrieren. Sie kamen am 9. August 1941 in New York an und konnten alle die Shoah im amerikanischen Exil überleben. Charlottes älterer Sohn, der sich im Exil Harry nannte, heiratete und bekam zwei Kinder. Sofie Auerbacher starb 1952, Charlotte Maier im September 1979. Ihr jüngerer Sohn wurde ein wichtiger Zeitzeuge. |
|              | HIER WOHNTE HEINZ MAIER JG. 1927 DEPORTIERT 1940 GURS FLUCHT 1941 USA                                                            | Querstraße 11 ·         | Heinz Maier, später Harry, wurde am 30. Dezember 1927 geboren. Seine Eltern waren der Handelsreisende Siegfried Maier und die Kolonialwarenhändlerin Charlotte, geborene Auerbacher (1902–1970). Er hatte einen jüngeren Bruder, Kurt Maier (geboren 1930). Die Familie bewohnte das Haus Querstraße 11, in dem seine Mutter ihren Laden betrieb. Ab Oktober 1938 wohnten auch seine Großeltern mütterlicherseits, Hermann und Sofie Auerbacher, im Hause. Im Zuge der Novemberpogrome des Jahres 1938 wurden Vater und Großvater in das KZ Dachau deportiert. Im Oktober 1940 wurde die ganze Familie – mit Ausnahme des Onkels, dessen Ehefrau und deren Sohn, die im Jahr zuvor in die USA emigrieren konnten – verhaftet und in das Camp de Gurs verschleppt. Dort verlor binnen eines Monats der Großvater von Heinz Maier sein Leben. Alle anderen Familienangehörigen, darunter auch Heinz Maier und sein Bruder, konnten buchstäblich in letzter Minute, 1941, kurz vor dem Kriegseintritt der USA, über Marseille und Casablanca emigrieren. Sie kamen am 9. August 1941 in New York an und konnten alle die Shoah im amerikanischen Exil überleben. Harry Maier war zweimal verheiratet. Mit seiner ersten Frau Helga Monika, geboren Scharlau, geheiratet im Jahre 1950, hatte er zwei Kinder. Die zweite Ehefrau war Edith, geborene Bethge. Seine Großmutter starb 1952 in den Vereinigten Staaten, seine Mutter 1979. Er selbst starb am 9. Mai 1987 in San Francisco. |
|              | HIER WOHNTE KURT MAIER JG. 1930 DEPORTIERT 1940 GURS FLUCHT 1941 USA                                                             | Querstraße 11 ·         | Kurt Maier |
|              | HIER WOHNTE SIEGFRIED MAIER JG. 1897 DEPORTIERT 1940 GURS FLUCHT 1941 USA                                                        | Querstraße 11 ·         | Siegfried Maier |
|              | HIER WOHNTE FANNY VALFER GEB. WERTHEIMER JG. 1886 DEPORTIERT 1940 GURS ERMORDET 1942 AUSCHWITZ                                   | Poststraße 2 ·          | Fanny Valfer, geborene Wertheimer |
|              | HIER WOHNTE MAX VALFER JG. 1880 DEPORTIERT 1940 GURS ERMORDET 1942 AUSCHWITZ                                                     | Poststraße 2 ·          | Max Valfer |
|              | HIER WOHNTE ELLA WACHENHEIMER GEB. EICHEL JG. 1894 DEPORTIERT 1940 GURS ERMORDET 1942 AUSCHWITZ                                  | Bahnhofstraße 2 ·       | Ella Wachenheimer, geborene Eichel (1894–1942) |
|              | HIER WOHNTE HUGO WACHENHEIMER JG. 18894 DEPORTIERT 1940 GURS ERMORDET 1942 AUSCHWITZ                                             | Bahnhofstraße 2 ·       | Hugo Wachenheimer wurde am 21. Januar 1889 geboren. Er führte mit seinem Bruder das Stoffwarengeschäft des Großvaters weiter. 1938 wurde er in das Konzentrationslager Dachau deportiert und dort schwer misshandelt. Die Familie wollte Deutschland verlassen, aber nur Tochter Hedy schaffte es mit einem Kindertransport alleine nach England. Hugo Wachenheimer und seine Frau Ella wurden 1940 in das Internierungslager Camp de Gurs deportiert, 1942 in das KZ Auschwitz verschleppt und dort ermordet. |
|              | HIER WOHNTE KÄTHE WACHENHEIMER GEB. EHRLICH DEPORTIERT 1940-GURS ERMORDET 1942 AUSCHWITZ                                         | Untere Hauptstraße 13 · | Käthe Wachenheimer, geborene Ehrlich |
|              | HIER WOHNTE OSKAR WACHENHEIMER JG. 1893 DEPORTIERT 1940 GURS ERMORDET 1942 AUSCHWITZ                                             | Untere Hauptstraße 13 · | Oskar Wachenheimer |
|              | HIER WOHNTE CLAIRE WEILL GEB. BLOCH JG. 1887 GEDEMÜTIGT/ENTRECHTET FLUCHT IN DEN TOD 1. SEPT. 1938                               | Obere Hauptstraße 20 ·  | Claire Weil, geborene Bloch |
|              | HIER WOHNTE HANS LEOPOLD WEILL JG. 1919 FLUCHT 1937 MIT HILFE ENGLAND / AUSTRALIEN                                               | Obere Hauptstraße 20 ·  | Hans Leopold Weil, geborene Bloch |
|              | HIER WOHNTE HERMANN WERTHEIMER JG. 1885 LETZTER JÜDISCHER GEMEINDEVORSTEHER EMIGRIERT 1942 NEW YORK TOT AN DEN FOLGEN DER FLUCHT | Untere Hauptstraße 7 ·  | Hermann Wertheimer die Inschriften für Hermann Wertheimer sind auf zwei Stolpersteine verteilt |
|              | HIER WOHNTE SAMUEL WERTHEIMER JG. 1874 DEPORTIERT 1940 GURS ERMORDET 1942 MALY TROSTINEC                                         | Untere Hauptstraße 2 ·  | Samuel Wertheimer |
|              | HIER WOHNTE SOPHIE WERTHEIMER GEB. GÜNZBURGER JG. 1877 DEPORTIERT 1940 GURS ERMORDET 1942 MALY TROSTINEC                         | Untere Hauptstraße 2 ·  | Sophie Wertheimer |

## Verlegedaten
- 13. Januar 2005: Poststraße 2, Untere Hauptstraße 2
- 13. Oktober 2005: Bahnhofstraße 2, Bergstraße 4 und 10, Untere Hauptstraße 7 und 13
- 26. September 2007: Obere Hauptstraße 13, Untere Hauptstraße 14
- 23. Juni 2022: Obere Hauptstraße 20, Querstraße 11